# Johann Georg Gottlob Schwarz
Johann Georg Gottlob Schwarz (* 5. Februar 1734 in Grebenau; † 4. März 1788 in Alsfeld) war ein deutscher evangelischer Theologe.

## Leben
Der Sohn des Predigers Heinrich Schwarz hatte vom Vater den ersten Unterricht erhalten. Er absolvierte ein Studium der Theologie an der Universität Jena bei Joachim Georg Darjes sowie Johann Peter Reusch und an der Universität Gießen bei Andreas Böhm sowie Rainer Heinrich Roll. Nach einer Zeit als Hauslehrer in Gießen erwarb er 1762 an der Universität Marburg den akademischen Grad eines Magisters der Philosophie. Anschließend hielt er mit Erfolg Privatvorlesungen.
1763 wurde er zweiter Stadt- und Burgprediger sowie 1771 außerordentlicher Professor der Theologie an der Marburger Hochschule. In beiden Stellungen entfaltete er eine erfolgreiche Tätigkeit und trieb außerdem umfangreiche dogmatische und kirchengeschichtliche Studien. Aus seinem theologischen Selbstverständnis heraus verwickelte er sich in eine erbittert geführte literarische Fehde mit Karl Friedrich Bahrdt in Gießen, woraufhin er von der Universität Marburg entfernt wurde.
Seit jener Zeit beschäftigte er sich philosophisch-spekulativ mit der Bibelexegese und geriet dabei in eine skeptisch-kritische Richtung. Nachdem er 1773 ein Angebot als Inspektor nach Breidenbach abgelehnt hatte, ging er als Adjunkt seines Vaters nach Grünberg, um diesen im Alter zu unterstützen. 1777 wurde er Inspektor, Konsistorialrat und erster Pfarrer in Alsfeld, wo er sein Leben beschloss.

## Familie
Am 11. November 1763 heiratete er Maria Wilhelmine Hedwig, die Tochter des Hofrats und Amtmanns in Nidda Strecker. Aus der Ehe stammen zwei Töchter und ein Sohn.
- Friedrich Heinrich Christian Schwarz (* 20. Mai 1766 in Gießen; † 3. April 1837 in Heidelberg) Pädagoge und evangelischer Theologe, Schwiegersohn von Johann Heinrich Jung-Stilling
- Philippine Caroline Christine Schwarz (* 3. Januar 1772) verh. mit dem Pfarrer in Lindheim Georg Horst
- Eleonore Elisabeth Christine Louise Schwarz (* 6. Oktober 1768, † nach fünf Wochen)

## Werke
- Diss. de perpetuo incremento beatorum in voluptate. Gießen 1754
- Gereicht uns die Menschwerdung des Sohns Gottes zur Ehre? beantwortet von S. Frankfurt und Leipzig 1757
- Diss. de habitu hominis ad religionem naturalem. Frankfurt und Leipzig 1761
- Diss. de habitu hominis ad religionem speciatim revelatam. Frankfurt und Leipzig 1766, Verteidigung ebd. 1767
- Theologische Aufsätze. Frankfurt und Leipzig 1771
- Leben des Vizekanzlers Kortholt in Gießen. Frankfurt und Leipzig 1771
- Diss. de argumento amiraculis pro religionis veritate ducto quaedam monentur. Frankfurt und Leipzig 1772
- Abhandlungen über die Reinigkeit der Religion. 1stes Stück, eine Anzeige einiger der gegen die Heilsordnung und Religion der Christen überhaupt streitenden Irrthümer Herrn D. C. F. Bahrdt's. Frankfurt und Leipzig  1772
- Grundriß der Kirchengeschichte des Neuen Testaments bis auf die Reformation. Gießen 1772
- Vertraute Toleranzbriefe. Hersfeld 1774
- Vom Eidschwur, ein Kanzelvortrag. Hanau 1775
- Die christliche Religion, oder die Lehre von der Genugthung Jesu, eine philosophische Sekte oder gutgemeinte Betrügerei, eine SAbhandlung. Gießen 1777
- Rede bei der Amtsjubelfeier des Inspektors Schwarz zu Grünberg, seines Vaters. Lauterbach 1781
- Von der Nutzbarkeit und dem Schaden der Schafzucht, nebst den Mitteln, solche gesund zu erhalten. Lauterbach 1790
- Nötig gefundene Erinnerungen wegen der Ziehen’schen Vorhersagung vom 17. Februar 1786, für meine mir gnädigst anvertraute Dioces.
- Vorschläge zu Pastoralabhandlungen ... 1789
- Das die Größe der Genugthung Jesu Christi keine blos physische sei. Rothenburg an der Fulda 1789